# ديفيد ديلويز
ديفيد ديلويز (بالإنجليزية: David DeLuise)‏ مواليد 11 نوفمبر 1971 في لوس أنجلوس، هو ممثل ومخرج أمريكي بدأ مسيرته الفنية سنة 1979.

## الأعمال

### أفلام
- فامبيرز ساك (2010)

### مسلسلات
- هانتر
- تحسين المنزل
- ثالث كوكب بعد الشمس
- معاقب مدى الحياة
- سي اس آي: التحقيق في موقع الجريمة
- بنات غيلمور
- لاس فيغاس
- ستارغيت إس جي 1
- ميغاس
- سي اس آي: نيويورك
- إي آر
- نعم عزيزي
- سي إس آي: ميامي
- مونك
- دون أثر
- بونز
- ويزردز أوف ويفرلي بليس
- ذا منتاليست
- غريز أناتومي
- هاواي فايف أو

## روابط خارجية
- ديفيد ديلويز على موقع IMDb (الإنجليزية)
- ديفيد ديلويز على موقع روتن توميتوز (الإنجليزية)
- ديفيد ديلويز على موقع ألو سيني (الفرنسية)
- ديفيد ديلويز على موقع أول موفي (الإنجليزية)
- ديفيد ديلويز على موقع قاعدة بيانات الأفلام السويدية (السويدية)
- ديفيد ديلويز على موقع إن إن دي بي (الإنجليزية)
- ديفيد ديلويز على موقع قاعدة بيانات الفيلم (الإنجليزية)
- ديفيد ديلويز على موقع كينوبويسك (الروسية)